# Leptocuma pulleini
Leptocuma pulleini är en kräftdjursart som beskrevs av Hale 1928. Leptocuma pulleini ingår i släktet Leptocuma och familjen Bodotriidae. Inga underarter finns listade i Catalogue of Life.